# Friedrichstaler Kanal

Kanal und Parklandschaft Friedrichstal

Der Friedrichstaler Kanal ist ein knapp zwei Kilometer langer künstlicher Wasserweg in der lippischen Stadt Detmold in Nordrhein-Westfalen, der von 1701 bis 1704 auf Anweisung des lippischen Grafen Friedrich Adolf angelegt wurde. Er verband das Residenzschloss mit dem heute nicht mehr bestehenden barocken Landsitz Friedrichstal südlich von Detmold. Der Kanal ist ausschließlich für die Lustfahrten höfischer Gesellschaften mit Gondeln erbaut worden. Schon 1748 wurde die Schifffahrt aus Kostengründen wieder eingestellt. Das Wassergefälle an zwei der drei Schleusen des Kanals wurde nun zum Betrieb von Mühlen genutzt. Die Kanalanlage gilt als bedeutendes Denkmal der barocken Wasserbaukunst.

## Verlauf des Kanals

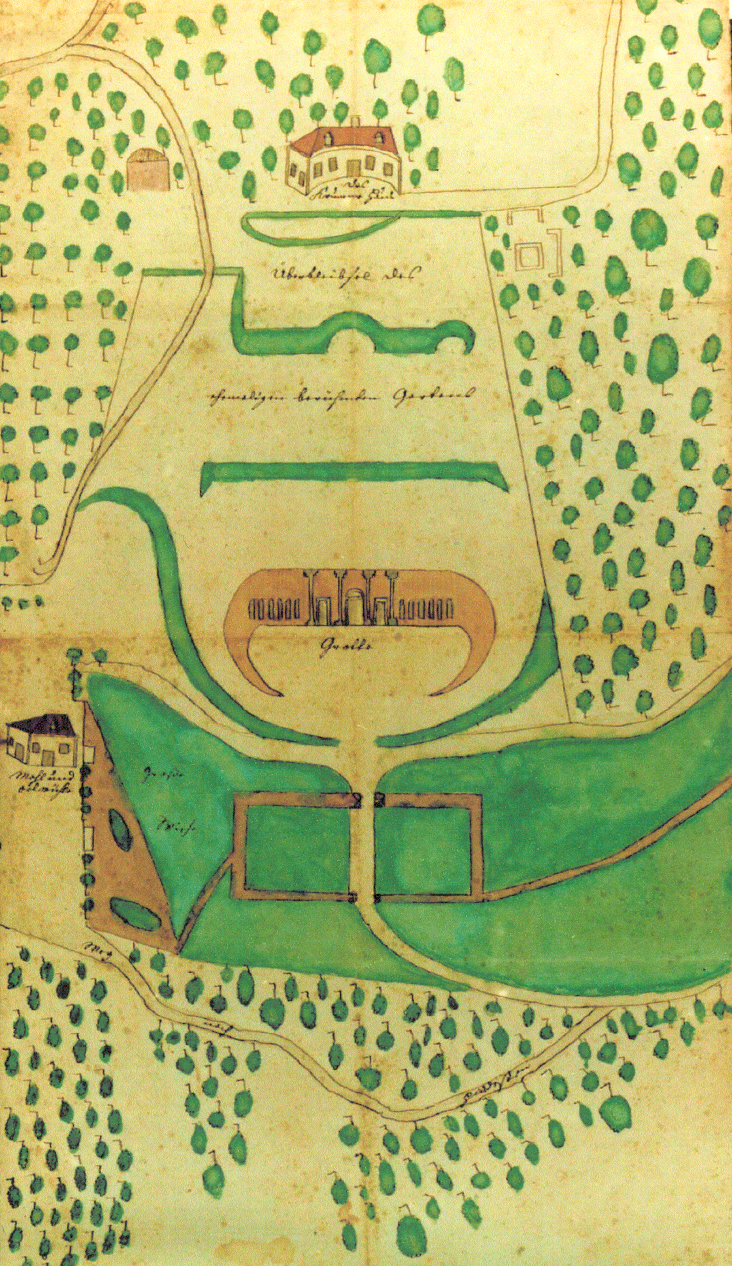
Friedrichstal um 1770

Simon August Denkmal, 1839 Friedrichstal

Der Kanal liegt im südlichen Stadtbereich Detmolds und erstreckt sich vom Schlossgraben im Norden bis zur Oberen Mühle im Süden. Er beginnt am Bruchberg am nördlichen Ende des Schlossgrabens und nutzt danach den ausgebauten Wallgraben, der im Bogen der ehemaligen Stadtmauer folgt und am Willy-Brandt-Platz endet. Er verläuft danach in südwestlicher Richtung schnurgerade entlang der Neustadt auf der linken und der Allee auf der rechten Seite. Nach einer leichten Biegung passiert er einen Wasserfall, den Standort einer früheren Schleuse, und erreicht nach einigen hundert Metern die Obere Mühle. Dort unterbricht ein Stauwehr den Flusslauf der Berlebecke. Dem aus dem Teutoburger Wald kommenden Flüsschen wird Wasser zur Speisung des Kanals abgezweigt, während die Berlebecke danach als Knochenbach in nordwestlicher Richtung durch das Detmolder Stadtgebiet fließt und in die Werre mündet.
In Höhe der heutigen Oberen Mühle wurde 1701 ein Damm zum Stau der Berlebecke errichtet. Als Folge entstand ein kleiner, kreisrunder See, der zur Regulierung des Wasserflusses im Kanal diente. Zum Ausgleich der Höhenunterschiede im Verlauf des Kanals wurden drei Schleusen installiert. Die erste Schleuse befand sich am Bruchberg (damals Bruchpforte), die zweite am Wasserfall und die dritte an der Oberen Mühle, die jedoch zu dieser Zeit noch nicht existierte. Außerdem gab es am Hornschen Tor (heute Willy-Brandt-Platz) und an der Bruchpforte jeweils eine Zugbrücke.

## Name
Vor dem Bau der Anlagen in Friedrichstal befand sich die Meierei Pöppinghausen auf der heutigen Inselwiese im Tal zwischen dem Büchenberg im Osten und dem Schützenberg im Westen. Gräfin Amalie, Gemahlin des Grafen Simon Henrich erwarb 1681 die nicht mehr rentable Meierei. Sie kümmerte sich nicht nur um die Landwirtschaft, sondern ließ auch mehrere Bauten errichten, darunter das noch bestehende Krumme Haus. Graf Simon Henrichs Nachfolger war Graf Friedrich Adolf, der das Gebiet von Pöppinghauser Kamp in Friedrichstaler Kamp umbenennen ließ. Später wurde das gesamte Areal vom Hornschen Tor bis zum Krummen Haus als Friedrichstal bezeichnet. Heute umfasst die Parklandschaft Friedrichstal die gesamte historische Wasser- und Wegeverbindung vom Residenzschloss bis zur Inselwiese.

## Geschichte

### Stadterweiterung
Obwohl abseits der damaligen Machtzentren gelegen, regierte zu Beginn des 18. Jahrhunderts auch in der kleinen Grafschaft Lippe ein absolutistisch herrschender Landesherr. Detmolds herrschaftlicher Bauherr jener Jahre war Graf Friedrich Adolf, der von 1697 bis 1718 regierte. Bei seinem Amtsantritt wurde Detmold noch von einer mittelalterlichen Stadtmauer umgeben, ein Viertel der Stadtfläche nahm allein das gräfliche Schloss mit seinen Festungsanlagen ein. Vor den Stadttoren lagen die Weiden und Äcker der etwa 1100 Ackerbürger.
Der weitgereiste und kunstbegeisterte Friedrich Adolf hatte zuvor drei Jahre in Paris und in Holland und anschließend ein Jahr in Italien verbracht. Schloss Versailles mit seinen Parkanlagen beeindruckte ihn offenbar stark. Die Kanäle und Grachten in Holland waren wohl Vorbild für seinen Plan, die bestehende Residenz und einen etwa 1.200 Meter außerhalb der Stadtmauern geplanten Landsitz auf dem Wasserweg miteinander zu verbinden.
Der Kanal war eingebunden in die Stadterweiterung außerhalb der Stadtmauer bestehend aus der Neustadt, welche die bestehende Wohnungsnot in der Altstadt mindern sollte, und dem Neuen Palais.
An den Planungen und Bauten waren Spezialisten aus mehreren europäischen Ländern beteiligt, so Franzosen, italienische Stuckateure und der niederländische Wasserbauexperte Hendrick Kock. Einen lippischen Landesbaumeister gab es nicht und so wurde dem Hamburger Maler Hans Hinrich Rundt zunächst die architektonische Gesamtplanung übertragen. Offenbar arbeitete er nicht zufriedenstellend, denn schließlich übernahm Friedrich Adolf diese Aufgabe selbst.
Im Jahr 1708 erließ Graf Friedrich Adolf das Neustädter Privileg, das bauwilligen Bürgern in der Neustadt kostenlose Baugrundstücke mit zwanzigjähriger Abgabenfreiheit zusicherte und erst 1745 aufgehoben wurde.

### Kanalbau
Im Jahr 1701 begannen die Aushubarbeiten für den Kanal und die drei Schleusen. Zahlreiche Detmolder Handwerker und Geschäftsleute wurden mit Arbeitsleistungen beauftragt und Bauern und Soldaten zu Erdarbeiten eingesetzt. Zunächst wurde der Wallgraben auf etwa acht Meter Breite ausgebaut und von Futtermauern eingefasst. Der Kanal folgte in seinem weiteren Verlauf der aus dem Teutoburger Wald kommenden Berlebecke. Besonders der gerade Teil vor der zweiten Schleuse erinnert an niederländische Vorbilder. Hinter der dritten und letzten Schleuse im Bereich der heutigen Oberen Mühle weitete sich der Kanal kreisrund und umfloss eine kreisförmige Insel, bevor er in einer Bucht endete. Dort lag die quadratische Viertürmeinsel mit einer illusionären Wasserschlosskulisse. Bereits nach knapp drei Jahren, im Jahre 1704, war der Kanal fertiggestellt.
Für die Fahrt auf dem Kanal wurden zwei unterschiedlich große Gondeln für den Personentransport und ein als Treckschuit bezeichnetes Materialschiff gebaut. Die Gondeln bewegte man mit Staken vorwärts, während das Materialschiff mit Pferden auf einem Leinpfad getreidelt wurde.
Es existiert eine detaillierte Dokumentation des Kanalbaus, aus der Kosten, Arbeitseinsatz und verwendete Materialien hervorgehen. Selbst die Namen der beteiligten Lieferanten, Handwerker, Ärzte und Apotheker wurden erfasst und vom Detmolder Stadthistoriker Friedrich Richter später ausgewertet. Dieser verweist auf mehr als hundert Namen von Detmolder Bürgern, deren Dienstleistungen allerdings teilweise durch die traditionelle Servilität erzwungen wurden. Das bedeutet, sie hatten für ihre Herrschaft kostenlos zu arbeiten. Dasselbe galt für den Arbeitseinsatz der vom Land Lippe bezahlten Soldaten. Aus den Arzt- und Apothekerrechnungen ist ersichtlich, dass es bei den Bauarbeiten einen Toten und einige Verletzte gab. Zwei Männer wurden des Diebstahls des kupfernen Hahns einer Fontäne überführt und deshalb im Dezember 1714 am Galgen auf der Jerxer Heide hingerichtet.

### Fahrt mit der Gondel

#### Vom Residenzschloss zum Hornschen Tor

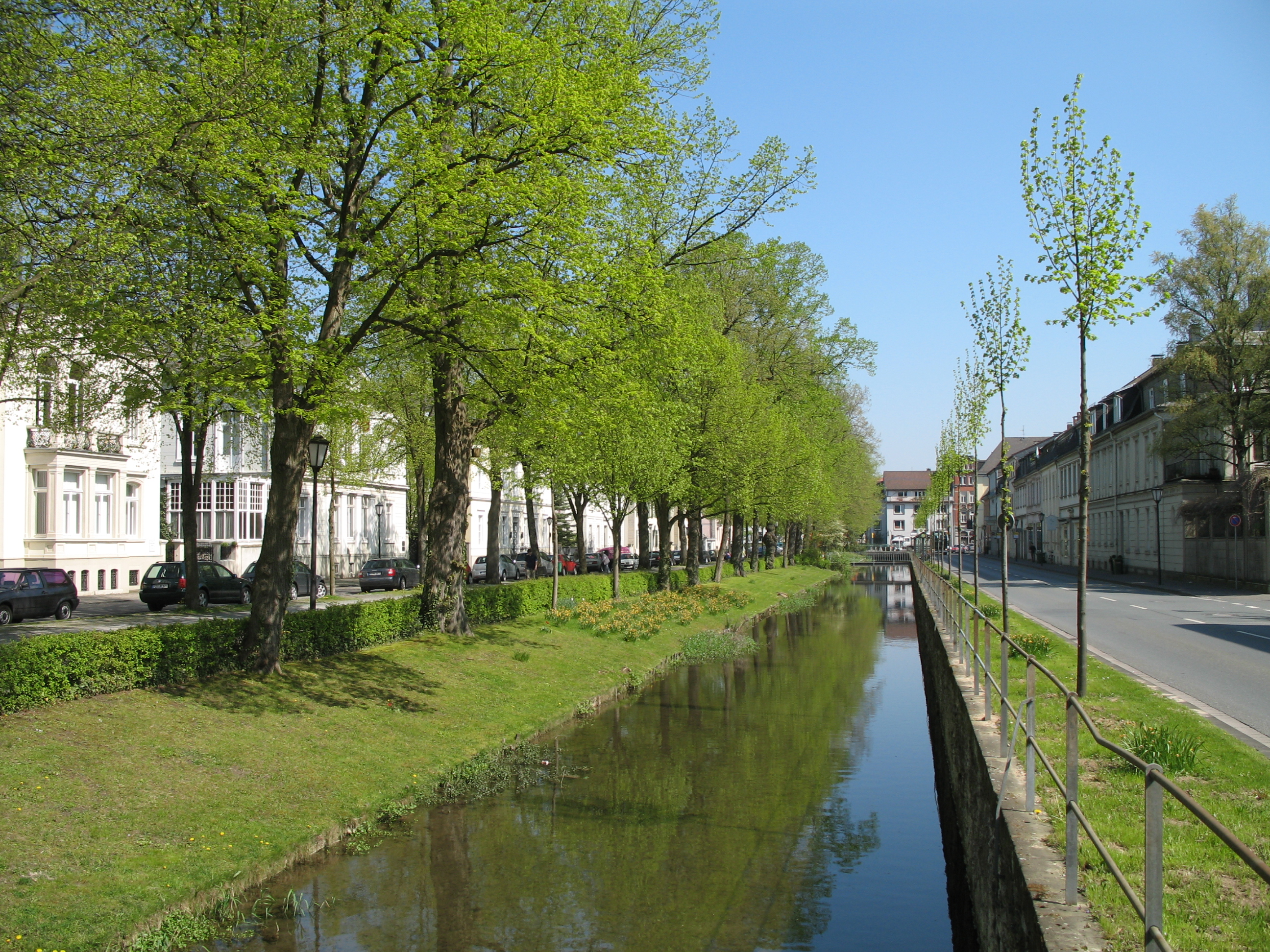
Der Friedrichstaler Kanal heute

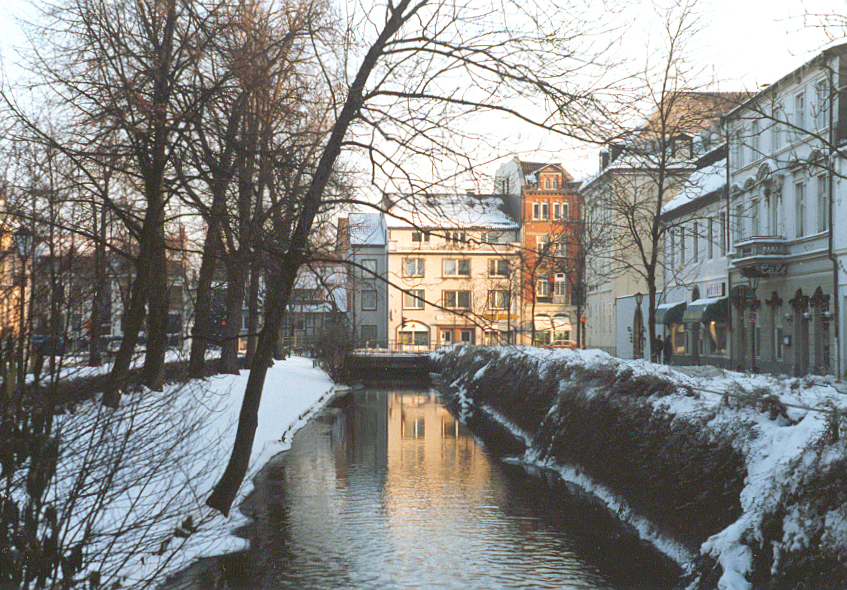
Friedrichstaler Kanal im Winter

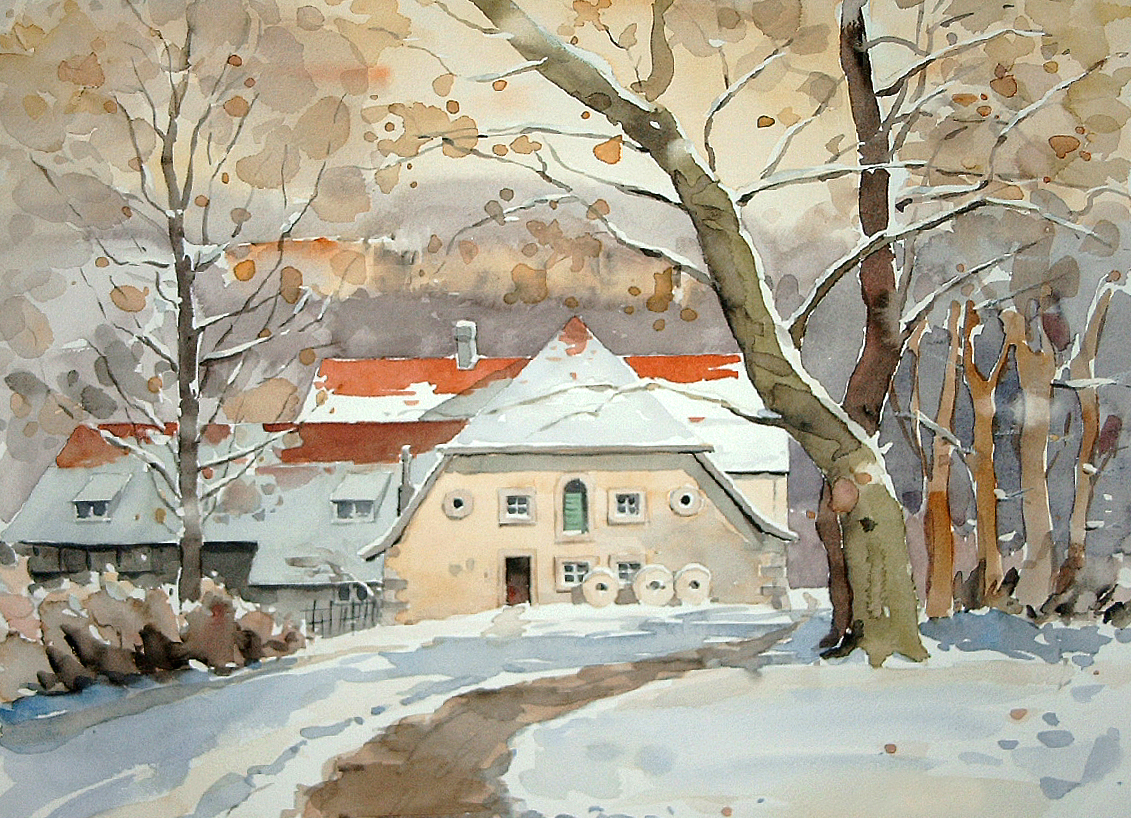
Obere Mühle um 1950

Die gräflichen Herrschaften mitsamt dem Hofstaat bestiegen die festlich geschmückten Gondeln an einer Anlegestelle am Schloss und fuhren dann langsam, von Stangen gestoßen, auf dem Wasser des Schlossgrabens bis zur Bruchpforte. Zwischen Schlossgraben und dem anschließenden Wallgraben bestand ein Höhenunterschied von mehreren Metern, der mit einer Schleuse überwunden werden musste. Die Steine aus der Schleusenkammer sind noch in der Uferbefestigung zu erkennen. Von der dortigen Zugbrücke, über die das Vieh der Bürger täglich aus der Stadt durch die Bruchpforte auf die Hude getrieben wurde, ist allerdings nichts mehr zu sehen.
Unter den Augen schaulustiger Detmolder, die das Kanalufer besetzten, befuhr die Gesellschaft den ausgebauten Wallgraben entlang der Stadtmauer. Der Wallgraben verbreiterte sich kurz vor dem Hornschen Tor (heute Willy-Brandt-Platz) und bildete eine etwas größere Wasserfläche. Dort gab es eine Abzweigung für den Feuergraben, der die Rinnen in den Straßen der Stadt mit Löschwasser füllte. Außerdem wurde diese Stelle am Kanal von Detmolder Waschfrauen noch bis Anfang des 20. Jahrhunderts genutzt. Vom Hornschen Tor führte der Postweg nach Horn und weiter nach Paderborn sowie eine Abzweigung nach Hiddesen. Die Gondeln passierten dort eine zweite Zugbrücke, über die der Weg nach Hiddesen führte, und schwenkten danach, der Stadt das Heck zuwendend, in den breiten, fast schnurgeraden Kanal ein.

#### Vom Hornschen Tor nach Friedrichstal
Auf der linken Seite des Kanals errichtete man in den folgenden Jahren die sogenannte Neustadt, eine Reihe aus zehn Häusern. Deren einheitliches Aussehen war obligatorisch und jeder Bauherr musste die Kopie einer verbindlichen Bauzeichnung erwerben. Diese Häuser bewohnten überwiegend höhere Hofbeamte und ihre Familien. Auf der rechten, westlichen Seite wurde die noch existierende Allee zwischen zwei Lindenreihen angelegt.
Der durchaus städtisch wirkende Komplex an der Neustadt war als Vorbereitung auf die Favorite gedacht, die von Friedrich Adolf für seine zweite Gattin, Amalie von Solms, als Witwensitz errichtet wurde. Dieses repräsentative Gebäude wechselte mehrfach den Namen. Neben Favorite hieß es Neue Favorite, Friedamadolfsburg und nach Umbauten im 19. Jahrhundert Neues Palais. Es ist heute als das Neue Palais bekannt und beherbergt die Hochschule für Musik Detmold.
Der Palaisgarten hinter dem Palais war von einer Mauer umgeben und durfte von den Detmolder Bürgern nicht betreten werden. Durch die dort angelegten Brunnen und Wasserspiele hatte er eine Verbindung zum Kanal. Zwischen 1850 und 1860 wurde der Garten von Hofgärtner Carl Limberg im Stil englischer Landschaftsgärten umgestaltet und erhielt mehrere Wasserspiele. Diese bezogen das benötigte Wasser entweder direkt aus dem Kanal oder über einen Hochbehälter, der über eine Turbine ebenfalls mit Wasser aus dem Kanal gespeist wurde.
In Höhe des Palaisgartens befand sich die zweite Schleuse, heute ein Wasserfall. Bei dem spärlich fließenden Wasser im Kanal dürfte jede Schleusung geraume Zeit gedauert haben. Als Nächstes passierten die Gondeln einen weiteren Neubau jener Jahre, den Neuen Krug, der ebenfalls Gräfin Amalie gehörte und wegen der damit verbundenen Brau- und Schankberechtigung eine erfreuliche Einnahmequelle darstellte. Der 1711 fertiggestellte Fachwerkbau ist noch vollständig erhalten, war aber zeitweilig vom Abriss bedroht. Erst aufgrund massiver Bürgerproteste wurde das Gebäude 1995 unter Denkmalschutz gestellt. 1999 begann die Initiative Detmolder Sommertheater mit der Renovierung. Seit 2003 wird das Sommertheater wieder als Spielort genutzt und gehört ebenfalls zum Ensemble der Anlage Friedrichstal.
Nur wenige hundert Meter weiter folgte die dritte Schleuse. Sie befand sich in einem 1701 aufgeschütteten Damm, mit dem die Berlebecke zu einem kleinen See aufgestaut wurde. In diesen Damm baute Hendrick Kock eine Schleuse ein, die eine Höhendifferenz von rund vier Metern überwinden musste. Die Wände aus sorgfältig behauenen Steinblöcken sind noch deutlich zu erkennen. In den Blöcken mit einer senkrechten, halbkreisförmigen Hohlkehle waren die Schleusentore drehbar angebracht. Nachdem 1748 die Kanalschifffahrt eingestellt worden war, erbaute man 1752 auf der Höhe des Damms die Obere Mühle, die bis 1958 betrieben wurde. In der ehemaligen Schleuse liefen drei hintereinander geschaltete Wasserräder, deren Achslager in der Schleusenwand sichtbar sind. Gleichzeitig wurde eine aus zehn Sandsteinpfeilern bestehende Stauwehranlage errichtet, in der verstellbare Holztafeln den Wasserdurchfluss regulierten.

#### In Friedrichstal
Oberhalb des Damms war ein See entstanden, in dem eine kleine künstliche Insel mit allerlei buntem Geflügel lag. Der Kanal führte weiter zu einer zweiten Insel von beinahe viereckigem Grundriss, der Viertürmeinsel, auf der das Lustschloss gebaut werden sollte, das eigentliche Ziel der Gondelfahrt. Dort legten die Boote an und die Gesellschaft ging von Bord, um sich in den Anlagen des Friedrichtals die Zeit zu vertreiben. Geplant war ein quadratischer Hauptbau mit einem großen Saal und Pavillons an dessen vier Ecken. Tatsächlich gebaut wurden in den Jahren 1701 bis 1704 lediglich vier Türme an den Ecken der Insel, von denen sie ihren Namen erhielt. Der Archäologe Martin Salesch hat die Anlagen von 1996 bis 1998 durch Grabungen untersucht mit dem Ergebnis, dass die Türme aus Holzkonstruktionen mit Schieferdächern und Glasfenstern bestanden.
Die Gartenanlage Friedrichstal lag am Westhang des Büchenberges und erstreckte sich bis ins Tal zur Viertürmeinsel. Gräfin Amalie, die Mutter von Graf Friedrich Adolf, hatte 1681 die Meierei Pöppinghausen auf dem Gelände übernommen und das Hauptgebäude zu einem kleinen Schloss ausgebaut. Sie ließ 1695/96 eine Orangerie errichten, das noch bestehende Krumme Haus (heute Verwaltung des Freilichtmuseums). Außerdem begann sie eine dreistufige Terrassenanlage, die zu einem besonderen Gestaltungsmerkmal Friedrichstals werden sollte. Graf Friedrich Adolf setzte die begonnenen Baumaßnahmen fort. Um die Fontänen in den Teichen mit dem notwendigen Wasserdruck auszustatten, staute man nördlich der Anlage einen Teich (heute Mühlenteich im Freilichtmuseum) auf. Von dort floss das Wasser über Holz- und Zinnrohre in Kaskaden zu einem zweiten Teich auf der untersten Terrasse und zu den Gärten.
War der Kanal relativ schnell fertiggestellt, zogen sich die Bauten an den Hängen des Friedrichtals noch bis etwa 1716 hin. Direkt südlich der Viertürmeinsel lag, durch einen Steg verbunden, der Kleine Garten, auch der Schwarze Garten genannt. Dort fand man vier Lauben, erreichbar durch Laubengänge, eine Fontäne und allerlei fremdländische Gewächse.
Die barocke Gartenanlage Friedrichstal war mit Wasserkünsten, Fontänen und Kaskaden, Blumenbeeten, Laubengängen und Steinskulpturen ausgestattet. Dort entstand ab 1705 die prächtige, damals Löwengrotte genannte Grotte. Die Wände waren mit polierten Muschelschalen und Stuck verziert. Über dem Kreuzgewölbe der Decke war ein achteckiger Turm errichtet worden, durch dessen Fenster Licht in das Innere fiel. Die Grotte wurde im Bereich der unteren Terrasse eingebaut. So fielen umfangreiche Erdarbeiten an, auch der Bau des Turms war sehr kostspielig. Fürst Leopold III. ließ 1855 die Grotte zu einem Mausoleum umbauen und die Särge aus der herrschaftlichen Gruft in der Detmolder Marktkirche dorthin überführen.

## Zerrüttete Finanzen
So aufsehenerregend diese Bauten zu ihrer Zeit gewesen sein mögen, so verheerend wirkten sie sich auf die Staatsfinanzen aus. Als der Graf 1715 die Bauabrechnung erhielt, hatte er für die Gesamtanlage Friedrichstal einschließlich des Kanals 39.044 Taler verbaut. Wie gewaltig diese Summe war, erkennt man beim Vergleich einiger Einzelposten. So erhielt der festangestellte Schiffer ein Jahresgehalt von zunächst 24, später 52 Talern, eine lederne Hose kostete damals zwei Taler, ein Stuhl einen Taler und die Maß Bier acht Pfennige.
Über die Jahre hin hatte der Graf den gesamten Staatsetat in seine Bauvorhaben gesteckt. Er schoss zwar erhebliche Beträge aus seinen privaten Einnahmen hinzu, der Rest aber entstammte staatlichen Einnahmequellen. Immer neue Steuern wurden den Untertanen auferlegt. Bei Verfehlungen zog man erstaunliche, überhöhte Strafgelder ein.
Auch nach Fertigstellung der Bauten fielen hohe Instandhaltungskosten an: in die Schiffe drang Wasser ein, so dass sie kostspielig überholt werden mussten. Die Schleusenkammern erwiesen sich schon bald als undicht und man musste sie bereits 1709 mit 51 Pfund Leder abdichten. Diese Reparaturen wurden regelmäßig wiederholt, wobei man Pech und Teer verwendete. Auch die Brücken mussten fortwährend ausgebessert werden, sowie der die Berlebecke zum See aufstauende Damm, denn er wurde immer wieder von Wühlmäusen untergraben.
Trotz aller Geldnot unterließ es der Graf nie, bei Feiern und Festen mit der Pracht seiner Bauten zu prahlen. Bei einem üppigen Festmahl wandte sich Zar Peter der Große, der sich 1716 zur Badekur in Bad Pyrmont aufhielt, an den Grafen mit den hintergründigen Worten: Euer Liebden sind zu groß für Euer kleines Land! Die zweite Gemahlin des Grafen, Amalie von Solms-Hohensolms, teilte seine Vorlieben. Von Friedrich Adolfs jüngeren Bruder Ferdinand Christian stammt die Aussage: Mein Bruder liebte das Maßlose, aber sie noch mehr.... So stieß der Ehrgeiz des Grafen an seine Grenzen, denn das Land mit seinen 35.000 Einwohnern war zu klein und arm, um die Pläne vollständig zu realisieren. Es fehlte nicht an warnenden Stimmen verantwortungsbewusster Beamter. So verhinderte beispielsweise Regierungspräsident Christoph von Piderit (1668–1756) die Einlösung des 1714 in Wien beantragten Fürstentitels. Dieser wurde nach der Verleihung erst 1789 durch Leopold I. zur Lippe mit 5.773 Gulden bezahlt und eingelöst. Er war damit der erste Fürst zur Lippe.

## Verfall der Anlage

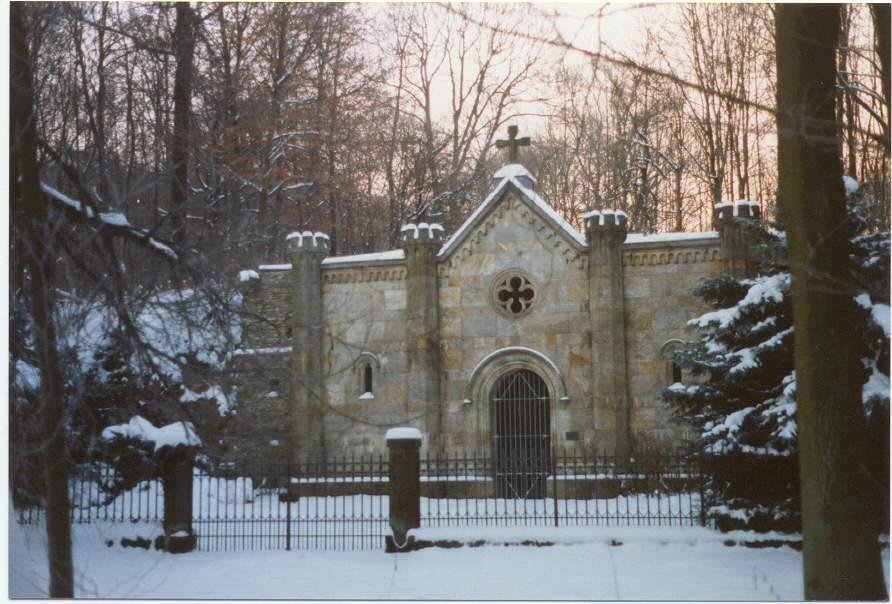
Fürstliches Mausoleum

Als Friedrich Adolf 1718 im Schloss Favorite starb, hinterließ er ein finanziell ausgebeutetes Land. Sein Nachfolger, Simon Heinrich Adolf, war jedoch nicht bereit, den maroden Staatshaushalt durch Sparsamkeit zu sanieren, sondern gab weiterhin prächtige Empfänge und feierte glänzende Feste. Eines dieser Feste wurde dem großen Gewächshaus zum Verhängnis und indirekt auch der gesamten Anlage Friedrichstal. Am 2. Oktober 1729 fing ein Tannenzweig Feuer, das sich rasend schnell ausbreitete. Binnen weniger Stunden blieben von der Neuen Orangerie nur rauchgeschwärzte Grundmauern übrig.
Mit der Zerstörung der Orangerie begann der Verfall der gesamten Anlage. Die letzten Gondelfahrten fanden 1748 während der Amtszeit des Grafen Simon August statt. Er verfügte auch den Abriss der vier Türme des unfertigen Lustschlosses, einschließlich des gesamten Mauerwerks, und ließ das Material verkaufen. 20 Jahre lang konnten Interessenten in Friedrichstal Bruchsteine als Baumaterial erwerben. Nach 1774 begann die Verfüllung des Sees oberhalb des Dammes und die Berlebecke bekam ihr heutiges Bett. Die beiden künstlichen Inseln wurden beseitigt und das Tal in eine Grasfläche verwandelt. Sie heißt noch heute Inselwiese. Graf Simon August ließ zugleich den Park im englischen Stil umgestalten. Vier Teiche, verbunden mit Kanälen, Brücken und Kaskaden, waren die Hauptelemente des neuen Gartens. 1782 starb Simon August und unter Leopold I. wurde die Gartenanlage nicht mehr gepflegt. Die Teiche trockneten aus und unter Fürstin Pauline wurden Teile der Gartenanlage planiert. Sie ließ außerdem die stark verfallene Grotte ausbessern. Erst 1855/56 wurde diese von Leopold III. mit neugotischer Fassade zum Mausoleum umgebaut. Dort haben unter anderen Graf Friedrich Adolf und Fürstin Pauline ihre letzte Ruhestätte gefunden.
Beim Residenzschloss findet man heute einige der 84 kleinen Säulen, die einst die Mauer im Großen Garten krönten. Ein Brunnenbecken und eine als Brunnenfigur gestaltete Kröte findet man heute auf dem Schlossplatz. Viele der fremdländischen Gewächse, die die Gärten in Pflanzbehältern schmückten, wurden sorgsam gepflegt und erreichten ein hohes Alter. Doch während des harten Kriegswinters 1940/41, als die fürstlichen Gewächshäuser aus Brennstoffmangel nicht geheizt wurden, gingen sie sämtlich ein.

## Parklandschaft Friedrichstal

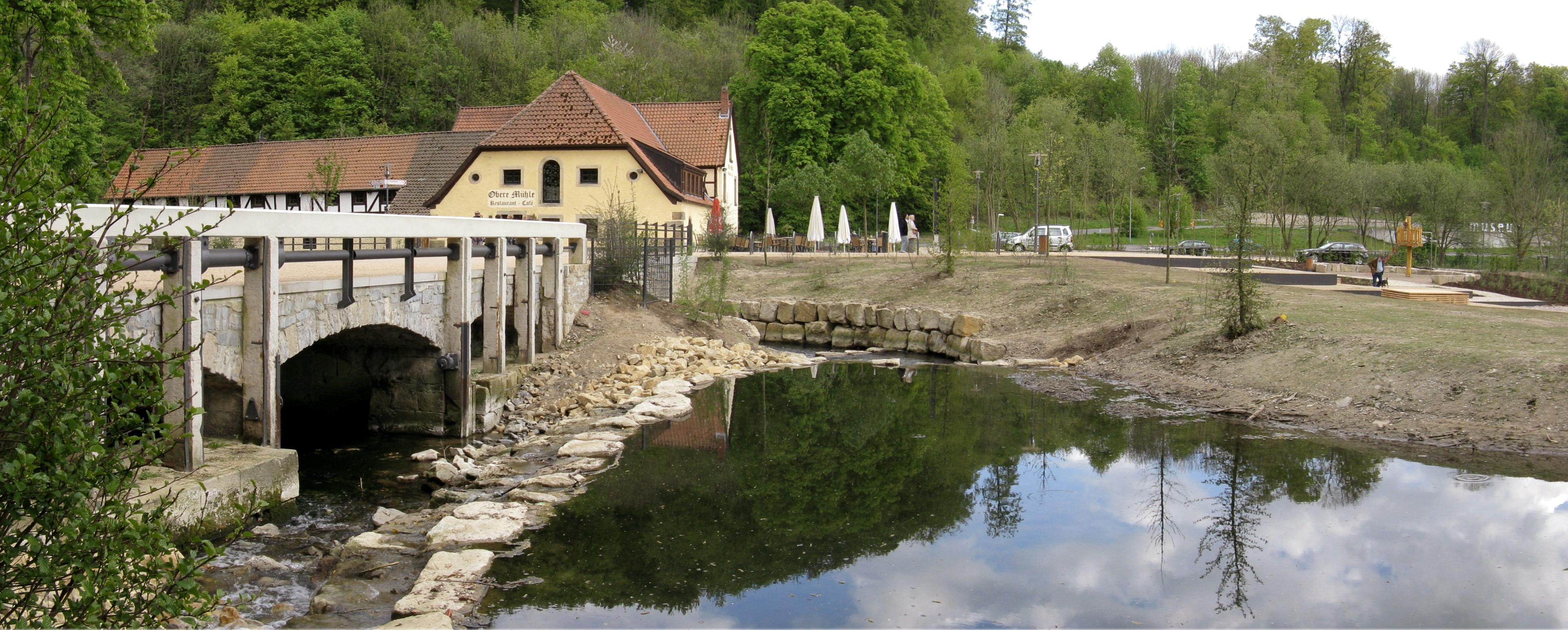
Die Berlebecke an der Oberen Mühle nach Abschluss der Sanierungsarbeiten

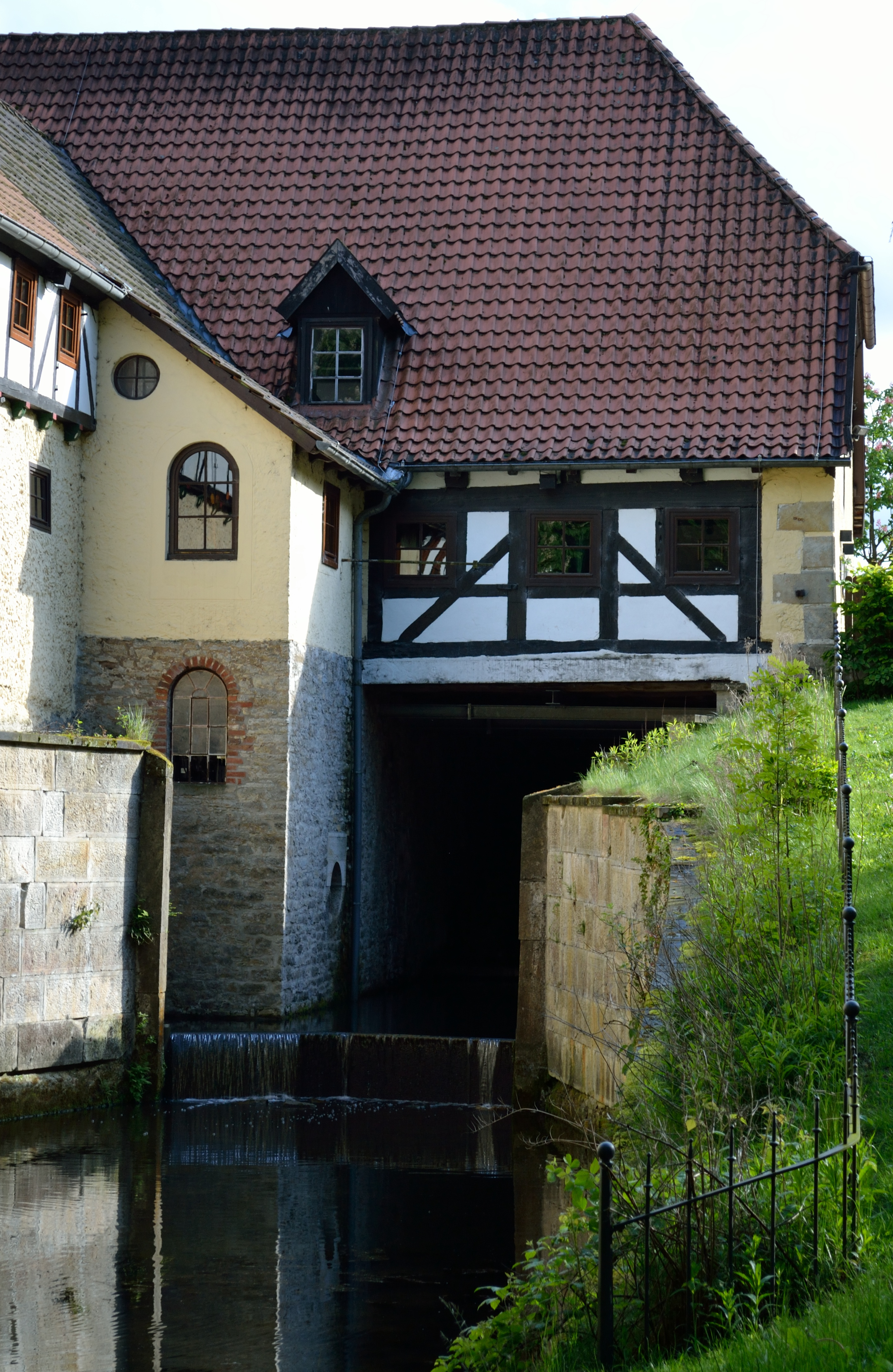
Schleusenkammer an der Oberen Mühle

Vom Sommer 1997 bis Juli 1998 wurden auf der ehemaligen mittleren und oberen Terrasse unterhalb des Krummen Hauses archäologische Grabungen vorgenommen, um die Struktur des Barockgartens rekonstruieren zu können. Die Lage der Terrassen ist noch zu erkennen, auch die Stützmauern der unteren Terrasse und die beiden geschwungenen Aufgänge, die seitlich um die Grotte herumführten.
Die Schleusenkammer des Kanals im Bereich der Oberen Mühle war im Februar 2004 Denkmal des Monats in Westfalen-Lippe.
Der Detmolder Stadtrat beschloss am 30. August 2007 in öffentlicher Sitzung, die Planungen zur Sanierung der Parklandschaft Friedrichstal umzusetzen. Abschnittweise sollte der Kanal und das benachbarte Gebiet zwischen Residenzschloss und Inselwiese saniert und in Teilen dem historischen Erscheinungsbild angenähert werden.
Im Frühjahr 2009 wurde der erste Bauabschnitt abgeschlossen und am 19. April 2009 eingeweiht und der Öffentlichkeit übergeben. Der Schwerpunkt der Sanierungsarbeiten lag im Bereich der Oberen Mühle. Vom Ende der Allee führt eine Treppe zu einem neu angelegten Teich, aus dem sedimentfreies Wasser aus der Berlebecke in den Kanal geleitet wird. Eine weitere Maßnahme war der Bau eines Fischpasses, um Fischen und Kleinorganismen im Rahmen der Fischwanderung die Möglichkeit zu geben, Hindernisse (etwa Stauwehre oder Wasserfälle) zu überwinden.
Die Promenade zwischen den Baumreihen der Allee erhielt einen neuen wassergebundenen Belag und wurde teilweise gepflastert. Sie bekam beidseitig klare Begrenzungen in Form von Einfassungen aus Naturstein. Als zusätzliche Abgrenzung der Rasenflächen wurde ein Knieholm (kniehohes Geländer) nach historischen Vorbildern gesetzt. Der Kanal selbst wurde völlig entschlammt und Steinwalzen zur Stabilisierung der Uferböschungen eingebaut.
Nach der Einweihung des ersten Bauabschnitts wird an den Planungen für den 2. Bauabschnitt gearbeitet. Dabei handelt es sich um die Sanierung und Umgestaltung des Mühlengrabens am Bruchberg und des Wallgrabens vom Bruchberg bis zum Willy-Brandt-Platz, um das Gesamtprojekt Parklandschaft Friedrichstal zu vervollständigen.
Anfang 2009 ließ die private Detmolder Vereinigung der Freunde der Residenz sechs Informationstafeln entlang des Kanals mit dem Thema Parklandschaft Friedrichstal aufstellen.